# Accolay
Accolay is een plaats en voormalige gemeente in het Franse departement Yonne in de regio Bourgogne-Franche-Comté. De plaats maakt deel uit van het arrondissement Auxerre.

## Geschiedenis
Accolay maakte deel uit van het kanton Vermenton tot dit op 22 maart 2015 werd opgeheven en de gemeenten werden opgenomen in het op die dag gevormde kanton Joux-la-Ville.
Op 1 januari 2017 fuseerde Accolay met de buurgemeente Cravant tot de commune nouvelle Deux Rivières.

## Geografie
De oppervlakte van Accolay bedraagt 9,2 km², de bevolkingsdichtheid is 47,1 inwoners per km².

## Verkeer en vervoer
Bij de plaats ligt spoorwegstation Accolay.
De onderstaande kaart toont de ligging van Accolay met de belangrijkste infrastructuur en aangrenzende gemeenten.

## Demografie
Onderstaande figuur toont het verloop van het inwonertal (bron: INSEE-tellingen).